# How Dare You!? (Anime)
How Dare You!? (chinês simplificado: 成何体统, pinyin: Chéng Hé Tǐtǒng) é uma série de animação chinesa de temática de viagem no tempo, baseada no livro "成何体统" (chinês simplificado: 成何体统, pinyin: Chéng Hé Tǐtǒng, lit. ‘Que Inapropriado!’) de  Qi Yingjun (七英俊), publicado originalmente em 2020. Produzida pela  iQIYI, a série estreou em 14 de junho de 2024 e apresenta uma narrativa inovadora, com elementos de humor absurdo e intriga palaciana.

## Sinopse
Uma simples trabalhadora é transportada para o romance sobre lutas palacianas intitulado "Transmigrante: A Amada Consorte do Diabo" (穿书之恶魔宠妃), onde se transforma na consorte diabólica Yu Wanyin. Xie Yong'er, a verdadeira protagonista da história, também acredita ser uma transmigrante e entrou na narrativa a partir do livro "Mil Árvores Florescem à Noite no Oriente" (东风夜放花千树). Para evitar um destino trágico como a vilã da trama, Yu Wanyin decide se unir ao imperador tirano Xiahou Dan, que também é um homem moderno. Em meio às disputas de poder entre os grupos da Imperatriz Viúva e do Príncipe Duan, Xiahou Bo, Yu Wanyin e Xiahou Dan buscam escapar das intrigas palacianas e ajudar a dinastia Xia a evitar uma grande seca.

## Personagens
- Yu Wanyin;
- Xiahou Dan;
- Xie Yong'er;
- Príncipe Duan, Xiahou Bo;
- Bei Zhou
- Imperatriz Viúva
- Cen Jintian;
- Er Lan;
- Li Yunxi;
- Yang Duojie;
- A'Bai

## Produção
How Dare You!? combina elementos de comédia e fantasia, utilizando a técnica de renderização "3D para 2D" para dar vida aos personagens e cenários.

### Equipe
- Direção: Wang Miao
- Diretor criativo: Xiaoye Bai Zai
- Produção: Xingyue Culture, iQiyi High Energy Studio, Shengying Animation.

## Recepção
Desde sua estreia, a série rapidamente subiu ao primeiro lugar na lista de expectativas de novos lançamentos da iQIYI, gerando discussões acaloradas nas redes sociais. O valor de popularidade da animação alcançou 5398, quebrando o recorde de popularidade de animações originais da iQIYI e dominando os rankings de tendências da plataforma.  O romance original associado à animação também viu um aumento significativo no número de leitores, passando de 140 mil para 620 mil. Além disso, após seu lançamento na versão internacional da iQIYI, "How Dare You!?" alcançou o primeiro lugar em visualizações na categoria de animações em várias regiões, incluindo Estados Unidos, Coreia do Sul e Singapura, superando em visualizações e receitas as principais animações japonesas.
A Xingyue Culture, proprietária da marca, anunciou planos para desenvolver um drama live-action baseado no mesmo livro que  "How Dare You!?", com a série já registrada e em fase de pré-produção.